# Olympische Sommerspiele 2000/Teilnehmer (Jemen)
| Gelbes Symbol für Goldmedaillen mit stilisierten Olympischen Ringen | Graues Symbol für Silbermedaillen mit stilisierten Olympischen Ringen | Braundes Symbol für Bronzemedaillen mit stilisierten Olympischen Ringen |
| ------------------------------------------------------------------- | --------------------------------------------------------------------- | ----------------------------------------------------------------------- |
| —                                                                   | —                                                                     | —                                                                       |

Der Jemen nahm an den Olympischen Sommerspielen 2000 in der australischen Metropole Sydney mit zwei Athleten, einer Frau und einem Mann, in einer Sportart teil.
Seit 1992 war es die dritte Teilnahme des Staates an Olympischen Sommerspielen.

## Teilnehmer nach Sportarten

### Leichtathletik
- Basheer al-Khewani
400 Meter: Vorläufe

- Hana Ali Saleh
Frauen, 200 Meter: Vorläufe